# North American XB-28 Dragon
North American XB-28 Dragon – amerykański bombowiec średni przystosowany do lotów na dużych wysokościach (high attitude medium bomber) z okresu II wojny światowej, który powstał w zakładach North American Aviation na zamówienie United States Army Air Corps. Pomimo dobrych osiągów samolot nie wszedł do produkcji seryjnej, zbudowano tylko dwa prototypy.

## Tło historyczne
Samolot powstał w związku z zapotrzebowaniem United States Army Air Corps (w 1941 przemianowanym na United States Army Air Forces) na średni bombowiec wysokiego pułapu i początkowo miał on bazować na wcześniejszym i bardzo udanym B-25 Mitchell. 13 lutego 1940 USAAC złożył zamówienie na dwa samoloty tego typu.

## Opis konstrukcji
XB-28 Dragon był dwusilnikowym średniopłatem o konstrukcji metalowej z podwoziem trójpodporowym. Pomimo że początkowo powstawał jako następca B-25, to ostatecznie został zaprojektowany jako zupełnie nowa konstrukcja z klasycznym, a nie podwójnym ogonem i kadłubem ciśnieniowym. Napęd samolotu stanowiły dwa silniki Pratt & Whitney R-2800-11 o mocy 2000 KM na poziomie morza i 1840 KM na wysokości 7600 m. Uzbrojenie obronne stanowiły trzy wieżyczki (grzbietowa, dolna i ogonowa) uzbrojone w podwójne karabiny maszynowe 12,7 mm zdalnie sterowane przez strzelców siedzących za kabiną pilotów. Ładunek bombowy wynosił do 4000 funtów bomb (1800 kg). Załoga wynosiła pięć osób.

## Historia

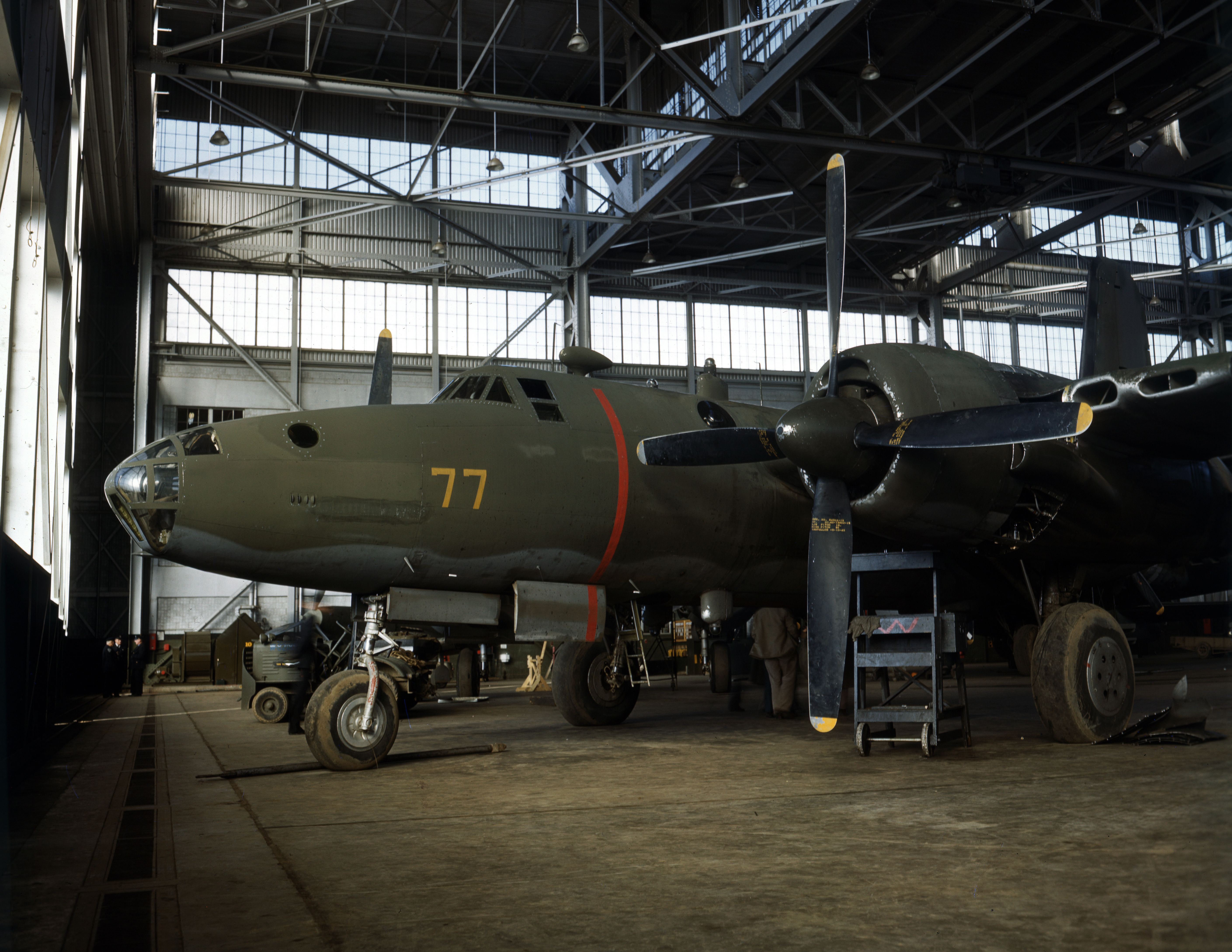

Pierwszy prototyp odbył pierwszy lot w 26 kwietnia 1942 (tydzień po rajdzie Doollitle'a na Tokio, w którym użyto samolotów B-25). Jeszcze w trakcie testów prototypu XB-28 dowództwo USAAC doszło do wniosku, że nie potrzebuje już ono średnich bombowców wysokiego pułapu i cały program został anulowany. Drugi z zamówionych samolotów jeszcze w czasie produkcji został przebudowany na nieuzbrojony samolot rozpoznawczy, w USAAF otrzymał oznaczenie XB-28B.